# Шимон Редліх
Шимон Редліх (* 1935, Львів) — єврейський історик, дослідник історії євреїв у Східній Європі, професор ізраїльського Університету Бен-Гуріона, магістр Гарвардського університету.

## З життєпису
Врятований в часі Голокосту польською та українською родинами. До 1945 року жив у Бережанах, а відтак — у Лодзі.
1950 року емігрував до Ізраїлю. В Єрусалимі у Єврейському університеті отримав ступінь бакалавра; в Гарвардському університі захистив магістратуру.
Доктор наук — захист відбувся в Нью-Йоркському університеті.
Працює професором-«емеритусом» в Університеті Бен-Гуріона.
Написав ряд книжок про історію євреїв СРСР, українсько-єврейських та польсько-єврейських відносин.
1985 року готував доповідь на міжнародній конференції в Університеті Торонто «Шептицький та євреї в часі Другої світової війни». З того часу почав займатися цією темою, надалі став клопотатися про присвоєння Предстоятелю звання Праведника світу.
1996 року виходить друком його праця «Єврейський антифашистський комітет в СРСР, 1941—1948. Документована історія».
«Разом та окремо в Бережанах: поляки, євреї та українці, 1919—1945» — 2002 року вийшла друком англійською, перевидана івритом, польською та українською мовами.
В грудні 2005 року разом з іншими професорами перед Яд-Вашем знову порушує питання щодо визнання Шептицького праведником світу.
26 листопада 2013 року в Римі на третьому щорічному врученні Відзнаки імені блаженного священномученика Омеляна Ковча став лауреатом — разом з поетесою Ліною Костенко, благодійницею, педагогом і співзасновницкю мережі спільнот «Віра і Світло» Зеновією Кушпетою з Канади.